# Evalljapyx facetus
Evalljapyx facetus är en urinsektsart som beskrevs av Smith 1959. Evalljapyx facetus ingår i släktet Evalljapyx och familjen Japygidae. Inga underarter finns listade i Catalogue of Life.